# Volksbund für Freiheit und Vaterland
Der Volksbund für Freiheit und Vaterland war eine im Ersten Weltkrieg 1917 gegründete deutsche partei- und lagerübergreifende Organisation, die im Gegensatz zur extremistischen Vaterlandspartei für gemäßigte Kriegsziele sowie für eine Parlamentarisierung der Innenpolitik eintrat.

## Vorgeschichte
Der eigentlichen Gründung vorausgegangen waren verschiedene Resolutionen politisch gemäßigt eingestellter Hochschullehrer gegen die Vaterlandspartei. Da deutlich wurde, dass Resolutionen gegen die nationalistische Agitation der Vaterlandspartei nicht ausreichten, ergriff insbesondere Ernst Troeltsch die Initiative zur Gründung des Volksbundes. Die Idee dazu stammte von Adolf Grabowsky und Friedrich Meinecke.

## Mitglieder
Auf der Gründung am 4. Dezember 1917 sprachen Johannes Giesberts von der Zentrumspartei und den christlichen Gewerkschaften, der Historiker Friedrich Meinecke und der Sozialdemokrat Gustav Bauer.
Die freien Gewerkschaften traten mit ihren Mitgliedern der Organisation bei. Dadurch hatte der Volksbund eine Massenbasis, die stärker als die der Vaterlandspartei war. Vorsitzender der Organisation wurde der bürgerliche Sozialreformer Ernst Francke.

## Ziele
Auf seiner ersten Kundgebung in Berlin am 7. Januar 1918 verabschiedete der Volksbund eine Resolution, in der u. a. die Abschaffung des Dreiklassenwahlrechts und eine Parlamentarisierung des politischen Systems gefordert wurden. Ganz trennen konnte sich der Volksbund von bisherigen Vorstellungen allerdings nicht. So beanspruchte Hans Delbrück etwa weiter großen Kolonialbesitz in Afrika und empfand es als ehrenrührig, dass er als Verzichtpolitiker dargestellt wurde.

## Wirkung
Allerdings gelang es dem Volksbund nicht, ein Gegengewicht zur Agitation der Vaterlandspartei zu bilden. Gegen einfache Schlagworte kam er mit einer differenzierten Argumentation nicht an. Auf der anderen Seite gingen die Forderungen des Volksbundes vielen Arbeitern nicht weit genug. Allerdings sah Meinecke im Volksbund ein Muster für die spätere Weimarer Koalition.